# Whyte and Mackay
Whyte and Mackay Ltd — шотландская компания по производству алкогольных напитков. Основана в 1844 году и находится в Глазго.
С мая 2007 года принадлежит крупной индийской производственной группе United Breweries Group.
Чарльз Макей (Charles Mackay) и Джемс Уайт (James Whyte) запустили свою компанию в качестве торговцев виски и таможенных складов в Глазго в 1882 году.

## Производимые марки
Whyte and Mackay Special
Thirteen
Old Luxury
Supreme
Thirty Years Old